# Jan Loones
Pour les articles homonymes, voir Loones.
 (novembre 2018).
Si vous disposez d'ouvrages ou d'articles de référence ou si vous connaissez des sites web de qualité traitant du thème abordé ici, merci de compléter l'article en donnant les références utiles à sa vérifiabilité et en les liant à la section « Notes et références ».
Jan Florent Maria Loones, né le 2 juin 1950  à Dixmude, est un homme politique belge flamand, membre de la N-VA.

## Carrière politique
- 1982-1994 : conseiller communal à Coxyde
- 1989-1991 : député belge pour la Volksunie
- 1991-1999 : sénateur belge
- 1999-2008 : député flamand
- 1995- : premier échevin à Coxyde.